# ヨゼフ・ボフスラフ・フェルステル
ヨゼフ・ボフスラフ・フェルステル（Josef Bohuslav Foerster, 1859年12月30日 - 1951年5月29日）はチェコの作曲家、音楽評論家。

## 生涯
当時オーストリア帝国領であったプラハに生まれ、プラハ音楽院に学ぶ。オペラ歌手ベルタ・ラウテラーと結婚してハンブルクに移り、音楽評論家として身を立てる。その間に同地でマーラーとその音楽を知り、その支持者となる。1901年にはハンブルク音大の教授に就任。1903年にウィーンに移り、その地でも教壇に立つかたわら評論活動も続ける。
後にオーストリアから独立したチェコスロヴァキアに帰国して1922年から1931年まで母校で教鞭を執り、1939年に院長に昇進。1946年に人民芸術家に任命される。ノヴイ・ヴェステチにて他界。1942年から1947年まで、2巻からなる自叙伝を執筆した（1949年出版）。作曲や文筆業のほかに画業でも活躍した。
評論家としてマーラーを支持したが、リヒャルト・シュトラウスの『エレクトラ』の過激さには批判的だったように、作曲家としての彼はチェコの先輩であるドヴォルザークなどの伝統を受け継ぎ、しばしばシューマンにも類似した面をみせつつ、規模や編成、和声法の上で後期ロマン派らしい拡大化の傾向も見せており、シューマンやドヴォルザークの音楽を後期ロマン派的に重厚にしたような瞑想的、内面的な作風をもっている。

### 名前の発音
Josef Bohuslav Foerster はチェコ語ではヨセフ・ボフスラフ・フォエルステルと発音されるが、ハンブルク・ウィーンでの活動が長かったため、ヨゼフ・ボフスラフ・フェルステルとドイツ語風に発音されるのがチェコ国内でも一般的である（ドイツ語の現代口語発音ではフェルスター）。

### ミュシャとの関係
- プラハのムハ博物館（ミュシャ博物館）[1]で上映されているアルフォンス・ムハ（フランス語読みでアルフォンス・ミュシャ）紹介ビデオの伴奏には、フェルステルの『シェイクスピア組曲』が使われている。
- フェルステルの交響曲全集のCD（MDGレーベル）3枚には、いずれもムハ（ミュシャ）の絵が使われている。

## 主要作品一覧
作品番号にして180以上の楽曲を遺した。

### 歌劇
- 歌劇 《デボラ》 （1890/91年）
- 歌劇 《イヴ》 （1895-97年）
- 歌劇 《ジェシカ》 （シェイクスピアの戯曲 『ヴェニスの商人』 による、1902-04年）
- 歌劇 《心》 Srdce （1921/22年）
- 歌劇 《Nepřemožení 》 (Die Unüberwundenen) （1917年）
- 歌劇 《Bloud 》 (Der Tor) （1935/36年）

### 交響曲
- 交響曲 第1番 ニ短調 作品9 （1887-88年）
- 交響曲 第2番 ヘ長調 作品29 （1892-93年）
- 交響曲 第3番 ニ長調 作品36 《人生》 （1894-95年）
- 交響曲 第4番 ハ短調 作品54 《復活祭の夜》 （1905年）
- 交響曲 第5番 ニ短調 作品141 （1924-29年）

### 管弦楽曲
- 交響詩 《シラノ・ド・ベルジュラック》 sinfonische Dichtung
- 《シェイクスピア組曲》 Suita ze Shakespeareho

### 協奏曲
- ヴァイオリン協奏曲 第1番 ハ短調 作品88 （1910-11年）
- ヴァイオリン協奏曲 第2番 ニ短調 作品104 （1925-26年）
- チェロ協奏曲 作品143　（1930年）

### 声楽曲
- 天使の讃歌
- スターバト・マーテル
- Mortius fratribus
- グラゴル・ミサ Missa Glagolytica
- オラトリオ 《聖ヴァーツラフ》

### 室内楽曲
- ピアノ三重奏曲 第1番 ヘ短調 作品8 (1883年)
- ピアノ三重奏曲 第2番 変ロ長調 作品38 (1894年)
- ピアノ三重奏曲 第3番 イ短調 作品105 (1919-21年)
- 弦楽四重奏曲 第1番 ホ長調 作品15 (1888年)
- 弦楽四重奏曲 第2番 ニ長調 作品39 (1893年)
- 弦楽四重奏曲 第3番 ハ長調 作品61 (1907-13年)
- 弦楽四重奏曲 第4番 ヘ長調 作品182 (1947年)[2]
- 弦楽四重奏曲 第5番 ヘ長調 《神託》 (1951年)
- 弦楽五重奏曲 作品3 (1886年)
- 木管五重奏曲 ニ長調 作品95 (1909年)
- チェロ・ソナタ 第1番 ヘ短調 作品45 (1898年)
- チェロ・ソナタ 第2番 ヘ短調 作品130 (1926年)
- ヴァイオリン・ソナタ ロ短調 作品10 (1889年)
- ヴァイオリン・ソナタ 作品177 《幻想風ソナタ Sonata Quasi Fantasia》 (1943年)